# Anhalamina
La anhalamina es un alcaloide aislado de las cactáceas Anhalonium lewinii (Lophophora williamsii), Lophophora diffusa y Gymnocalycium gibbosum .

## Derivados
N-formilanhalamina: Constituyente del peyote (Lophophora williamsii)
N-Acetil anhalamina: Constituyente del peyote (Lophophora williamsii)
N-Metilanhalamina (Anhalidina) CAS: 2245-94-5. Alcaloide aislado de Lophophora williamsii, de Pelecyphora aselliformis y Stetsonia coryne (Cactaceae). PF: 132 °C. pKa1=17.7 (50 % 2-propanol ac.) pKa2=11.1 (50 % 2-propanol ac.)
N,N-Dimetilanhalonamina (Anhalotina) CAS: 19267-93-7; alcaloide encontrado en (Lophophora williamsii).
Su biosíntesis procede de una catecolamina y un arilacetaldehído